# Parafia Nawiedzenia Najświętszej Maryi Panny w Niekrasowie
Parafia Nawiedzenia Najświętszej Maryi Panny w Niekrasowie – parafia rzymskokatolicka w Niekrasowie, w gminie Osiek, w powiecie staszowskim, w województwie świętokrzyskim.
Parafia należy do dekanatu połanieckiego, w diecezji sandomierskiej, w metropolii lubelskiej.
Przy kościele działa Liturgiczna Służba Ołtarza w liczbie około 50 ministrantów, Służba Dziewcząt, Schola Parafialna, Chór Parafialny, Eucharystyczny Ruch Młodych oraz koła żywego różańca, w tym Bractwo Dobrej Śmierci (reaktywowane przez proboszcza ks. Stanisława Bastrzyka – 1 lipca 2005 roku, które istniało od połowy XVIII wieku, tj. 1 lipca 1760 roku, aż do początku XX wieku; a Andrzej Dzięga biskup sandomierski je restytuował dekretem z 15 czerwca 2005 roku).
Z parafii wywodzi się ks. Jan Wiącek (1900–1973), syn Pawła i Zofii z Podsiadłych – wieloletni proboszcz (1949–1953) parafii Opieki Matki Bożej w Radomiu (obecnie parafia katedralna); w ubeckich dokumentach nazywano go „kolegą” Prymasa Tysiąclecia Stefana Wyszyńskiego.

## Historia
Parafię erygowano w 1121 roku (XII wieku) w okresie panowania króla Bolesława III Krzywoustego; gdy powstał archidiakonat sandomierski, włączono w jego skład parafię Świętego Krzyża w Niekrasowie (bowiem pod takim wezwaniem do 1400 roku funkcjonowała parafia Niekrasów, aż ówcześni jej parafianie wybudowali nowy – drugi kościół).
Według zachowanego przekazu ks. Komornickiego plebana Niekrasowa, w latach 1536–1614 (w okresie reformacji), była tylko parafią kalwińską zboru ewangelicko–reformatorskiego Jednoty małopolskiej.
W wyniku działań kontrreformatorskich odebrano zbór kalwinom (zapewne w odwecie za zniszczenie wcześniejszego kościoła z 1400 roku) i dokonano w nim konsekracji kościoła łacińskiego ku czci Nawiedzenia Najświętszej Maryi Panny w dniu 11 lutego 1615 roku. Od tej daty do czasów nam współczesnych, funkcjonuje w większości tylko w tym obrządku, z nielicznymi wyjątkami i okresami przerywanymi przez wojny.

## Sanktuarium Matki Boskiej Niekrasowskiej
Przedmiotem kultu maryjnego jest niekoronowany obraz Matki Boskiej pochodzący prawdopodobnie z XVII–XVIII wieku – namalowany na płótnie o wymiarach (120x90). 11 sierpnia 1745 roku Stanisław i Eleonora z Bielskich Skarbkowie ofiarowali tenże obraz do kościoła parafialnego w Niekrasowie; bowiem jak podaje tradycja miejscowa, obraz ten został przeniesiony z nieistniejącego już dziś kościoła rzymskokatolickiego w Tursku Małym. Obraz piękny i czczony przez parafian do dziś stanowi Sanktuarium Matki Bożej Niekrasowskiej – co potwierdzały liczne wota, datujące się od połowy XVIII wieku, które niestety zostały skradzione po włamaniu się do kościoła w 1975 roku.
Szczególnie uroczyście, 13. dnia każdego miesiąca, w okresie od kwietnia do października, odprawiane są nabożeństwa do Najświętszej Maryi Panny. Szczególnym świętem jest też odpust w parafii, który odbywa się 2 lipca.

## Kościół
Erekcja rzymskokatolickiego kościoła parafialnego pod wezwaniem Nawiedzenia Najświętszej Maryi Panny nastąpiła w 1661 roku. Konsekracji świątyni dokonał w tym samym roku Zygmunt Czyżewski z Czyżewa, biskup sufragan płocki.
Jest to zabytek klasy „0” [nr rej.: 479 (woj. k.) z 18.03.1957 oraz 489 (woj. k.) z 15.04.1967], wraz z dzwonnicą [nr rej.: 489 (woj. k.) z 15.04.1967], najstarszą częścią cmentarza parafialnego [nr rej.: 345 (woj. t.) z 19.10.1989], pomnikiem ku czci poległych 1918–20 [nr rej.: 466 (woj. t.) z 06.03.1992] i aleją jesionową pod opieką, jak i ochroną świętokrzyskiego konserwatora zabytków oraz unikatowych obiektów przyrody.

## Plebania
Plebania położona jest w sąsiedztwie zabytkowego kościoła Nawiedzenia NMP. Kościół ten natomiast znajduje się w sąsiedztwie drogi powiatowej nr 0813T, w odległości mniej więcej 400 m od drogi krajowej nr 79 oraz wiaduktu w ciągu linii kolejowej nr 65.
Budynek jednokondygnacyjny z 1891 roku, w formie małego staropolskiego dworku; wzniesiony na planie prostokąta.

### Historia
Obecną plebanię w Niekrasowie wybudowano w 1891 roku staraniem ówczesnego proboszcza ks. Sz. Nowickiego, ale jej kosztem obciążono parafian w wysokości ówczesnych 4265 rubli carskich. Budynek wcześniejszej był już w opłakanym stanie, i nie nadawał się do modernizacji, jak i remontu.
Od momentu wzniesienia do końca I wojny światowej, tj. od 1891 roku do 1918, budynek plebanii pokryty był gontem. W wyniku nieszczęśliwego zbiegu okoliczności w 1918 roku ówczesny drewniany dach plebanii strawił pożar (dokonując znacznych zniszczeń w jej wnętrzu), po tym nieszczęśliwym wypadku zastąpiono go paloną dachówką. Niestety pokrycie to okazało się zbyt ciężkie (na słabe ściany budynku), które zaczęły pękać, więc postanowiono je wzmocnić arkadami. Niestety wkrótce też zaczęły pękać dachówki (ze względu na złą ówczesną im technikę ich wykonania), a woda z opadów atmosferycznych zaczęła zalewać sufit budynku, który zaczął przemakać i przesiąkać. W 1931 roku podjęto słuszną decyzję wymiany całego pokrycia dachu na blachę ocynkowaną. Ową blachę pomalowano na kolor czerwony. Niemniej jednak pozostałe pokrycie wokoło dachu (otoczkę) stanowi dachówka pochodząca z około 1960 roku.
W roku wzniesienia budynku plebanii (tj. 1891) wybudowano również studnię murowaną z kamienia. Studnia pod krytym spadzistym dachem w swej niezmienionej formie/postaci stoi do dziś. W 1931 roku postanowiono wybrukować (utwardzić) część podjazdową do terenu wokoło plebańskiego, jak i przyplebańskiego.
Pierwotnie w plebanii znajdowało się sześć pokoi, duży przedpokój, kuchnia, spiżarnia i piwnica. W efekcie remontu przeprowadzonego przez ówczesnego proboszcza ks. kanonika S. Bastrzyka w 1998 roku kosztem spiżarni powstała łazienka; a cały budynek skanalizowano. Pierwotne ogrzewanie tworzyły piece kaflowe, od 1998 roku zastąpione zostały kominkiem żaroodpornym, a od 2022 – centralnym ogrzewaniem. Podłogi od początku istnienia budynku są drewniane i malowane. Okna pierwotnie posiadały wewnętrzne, jak i zewnętrzne okiennice, zaś jedno od spiżarni było okratowane. W 2006 roku proboszcz parafii ks. S. Bastrzyk wymienił drewniane nieszczelne okna starego typu, na nowe próżniowe, a nam współczesne.
W rok po wzniesieniu plebanii (tj. 1872 roku) powstały zabudowania wokołoplebańskie, tj.: stodoła, budynek gospodarczy, inne zabudowania dla służby kościelnej. Jak budulec wykorzystano belki po starej plebanii, bowiem wybudowano je z rozebranych krokiew.

### Wygląd
Na współczesnym nam skróconym placu przyplebańskim, jak i wokołoplebańskim znajdują się takie oto zabudowania jak: budynek gospodarczy, budynek organistówki, budynek plebanii, figurka Jezusa Chrystusa, stodoła, inne zabudowania dla służby kościelnej, publiczne toalety, stare, jak i nowe schodki (od drogi powiatowej nr 0813T) od budynku plebanii do kościoła parafialnego. Cały plac plebański ma kształt prostokąta, na którym umiejscowione są ww. zabudowania.
Budynek plebanii wzniesiono z czerwonej palonej cegły. Reprezentuje on zapomnianą już architekturę starodworkową. Jest to domek parterowy, o dwuspadzistym dachu pokrytym czerwoną ocynkowaną blachą, a pomalowaną na kolor czerwony; niemniej jednak pozostałą otoczkę wokoło dachu stanowi siwa dachówka. Okna są nowe – drewniane (próżniowe), brązowe usytuowane od strony południowej i północnej. Wejście do plebanii prowadzi przez drewniany ganek o betonowej posadzce. W budynku znajdują się: sześć pokoi, kuchnia, spiżarnia, piwnica i łazienka. W pokojach oraz kuchni podłoga jest drewniana, jak i pomalowana na kolor jasnoorzechowy. Wyposażenie pokoi stanowią ciężkie dębowe meble, fotele, kanapy w stylu Ludwika XIV. Ściany są otynkowane i pomalowane. Współcześnie plebania jest skanalizowana i ogrzewana kominkiem żaroodpornym zlokalizowanym w salonie.
W odległości około 3 m od parkanu łączącego budynek gospodarczy z plebanią, a około 2 m od parkanu łączącego ów budynek, który jednocześnie zamyka plac przy plebanii – znajduje się murowana z kamienia studnia. Studnia pokryta jest czterospadzistym dachem wspartym na czterech drewnianych słupach. Jest głęboka na około 5 betonów (około 12 m). Dzięki czemu tworzy ona ciekawy element dekoracyjny skróconego placu przyplebańskiego.
Skrócony plac przyplebański został ograniczony betonowym płotem, niegdyś cały ten plac włącznie z sadem był ogrodzony (żelaznym płotem), natenczas zachowała się jedynie jego ściana wschodnia z sąsiedztwem starych nieużywanych schodów do zakrystii. Obecnie z wyjątkiem strony południowej (która stanowi ona otwartą, niezamkniętą przestrzeń), zachowały się jedynie dawne części tego niegdysiejszego ogrodzenia żelaznego, z pierwszym wjazdem na teren placu przyplebańskiego od strony torów kolejowych linii 65. Plac przed plebanią z kierunku północnego na południe tworzy krajobraz opadającej skarpy, z wyrębami (jakby skalnymi półkami, obsadzonymi niegdyś drzewami owocowymi). W sąsiedztwie budynku organistówki zlokalizowano drugi wjazd (pod górkę do plebanii) utwardzony grysem. Prowadzi on do żelaznej bramy otwieranej na pilota. Tak samo, jak i betonowe schody prowadzące od figurki Jezusa Chrystusa (jak i miejsc parkingowych) do jednoskrzydłowej furtki wejściowej na skrócony plac przyplebański. Wzdłuż owych schodów posadzone są iglaki, a cała skarpa porośnięta jest trawą.
Takie usytuowanie plebanii przyciąga wzrok przypadkowego przechodnia, bowiem interesującym jest widok oddalonego na wzgórku tajemniczego budynku; który jest plebanią parafii Nawiedzenia NMP niżej położonego kościoła parafialnego.

## Wioski, jak i ichprzysiółki(zwysiółkami) wchodzące w skład parafii
1. Nakol (Pod Mostem, Pod Wałem[4]) – około 4 km powierzchni;
2. Niekrasów (Choiny, Za Górą[4] – z wyłączeniem wysiółka Dąbrowa[4], który należy do parafii strzegomskiej) – około 2,5 km powierzchni;
3. Ossala (Goleń, Górki, Kałki, Ossala-Lesisko Duże i Małe, Pod Lasem, Wądoły, Wierzby[4]) – około 8 km powierzchni, w tym 3,5 km powierzchni, tylko na 2 przysiółki Ossala–Lesisko Duże i Małe;
4. Trzcianka (Bargielka[4]) – około 1,5 km powierzchni;
5. Trzcianka–Kolonia (Gilówka, Kolonia–Tursko Małe[4]) – około 1 km powierzchni;
6. Tursko Wielkie (Karczmisko, Kolonia Trzciańska, Koziarówka, Małe Kolonie, Nowe Tursko, Ochronka, Ostatki[4]) – około 5 km powierzchni;
7. Strużki (Gajówka[4]) – około 3 km powierzchni.